# أحمد مالك
أحمد مالك (29 سبتمبر 1995 -)، ممثل مصري. ظهر في عدة أفلام مثل أفلام شيخ جاكسون، اشتباك، هيبتا: المحاضرة الأخيرة والضيف التي حققت جميعها نجاحاً على مستوى الإيرادات والمهرجانات، ومسلسل لا تطفئ الشمس الذي حقق نسب مشاهدة كبيرة في موسم رمضان 2017، وأخيراً دوره في الفيلم العالمي حارس الذهب الذي شهد عرضه العالمي الأول في مهرجان فينيسيا السينمائي.

## الحياة الفنية
بدأ مسيرته الفنية عندما كان في الصف الأول الابتدائي، ليشارك من خلال خاله في إعلان تلفزيوني، ثم توالت الإعلانات التليفزيونية حتى قام بأول مسلسل له في 2005 والذي كان أحلامنا الحلوة مع المخرج علي عبد الخالق. توالت بعدها أعماله التليفزيونية حتى تم اختياره لأداء دور الشيخ حسن البنا صغيراً، وهو أحد أخطر وأهم الأشخاص المؤثرين في التاريخ المصري خلال النصف الأول من القرن الماضي، حيث اختاره المخرج محمد ياسين لتقديم دور مؤسس جماعة الإخوان المسلمين أثناء فترة مراهقته لمسلسل الجماعة (2010).
تعاون مع غادة عبد الرازق والمخرج محمد سامي في مسلسل مع سبق الإصرار (2012) الذي نال عنه جائزة دير جيست لأفضل ممثل شاب، ثم مسلسل حكاية حياة (2013)، كما استمر تعاونه مع سامي في أفلام ريجاتا (2015) وأهواك (2015)، وخلال الفترة نفسها شارك في الجزيرة 2 (2014) مع شريف عرفة والجيل الرابع (4G) مع أحمد نادر جلال.
ظهر في فيلم اشتباك (2016) الذي افتتح قسم نظرة ما في مهرجان كان السينمائي. وفي فيلم هيبتا: المحاضرة الأخيرة، وقد حقق هيبتا نجاحاً كبيراً وجمع أعلى إيرادات في تاريخ السينما المصرية لفيلم رومانسي بلغت 27 مليون جنيه.
في موسم رمضان 2017 ظهر في مسلسل لا تطفئ الشمس، ثم عاد ضيفاً للمهرجانات الدولية من خلال فيلم شيخ جاكسون الذي جاء عرضه العالمي الأول في مهرجان تورونتو السينمائي الدولي، ثم في مهرجانات لندن والجونة، كما تم اختياره لتمثيل مصر في جائزة أوسكار أفضل فيلم بلغة أجنبية 2018، وحصل مالك على جائزة أفضل تمثيل دور ثان من مهرجان جمعية الفيلم، وكذلك في فيلم ليل/خارجي (2018) الذي انطلق في مهرجان تورنتو، واختاره المهرجان ضمن قائمة «نجوم عالميين صاعديين» مع عدد من النجوم الشباب، ثم انطلق ليل/خارجي في العالم العربي في مهرجان القاهرة السينمائي الدولي.
وفي عاميّ 2018 و2019 شارك في أفلام مثل عيار ناري، والضيف والتي حققت نجاحاً على المستويين النقدي وشباك التذاكر، ليعود بعدها للعمل مجدداً مع المخرج شريف عرفة في فيلم الكنز: الحب والمصير، وقام بأداء شخصية تحتمس الثالث. شارك بعدها في بطولة فيلم رأس السنة للمخرج محمد صقر والمؤلف والمنتج محمد حفظي، والذي شهد عرضه الأول في ختام المهرجان الدولي للفيلم بمراكش، لتأتي بعدها خطوته الأولى نحو العالمية ببطولته لفيلم حارس الذهب للمخرج رودريك ماكاي في دور حنيف، وشهد الفيلم عرضه العالمي الأول في مهرجان فينيسيا السينمائي الدولي، ثم عرضه العربي الأول في مهرجان الجونة السينمائي.
ومؤخراً شارك مالك في بطولة فيلم عنها الذي شهد عرضه العالمي الأول في مهرجان القاهرة السينمائي، وحلقة أول امبارح في مسلسل نمرة اتنين مع النجمة منة شلبي، ليتصدر بعدها غلاف مجلة GQ الشرق الأوسط بعدما منحته جائزة أفضل ممثل في 2020، التي تستهدف كل عام الممثلين الذين يحققون تقدماً أو تطوراً ملحوظاً خلال العام.
وفي 2021، عرض له مسلسل تحقيق على منصة WATCH iT، وهو مسلسل من 13 حلقة، من إنتاج شركة أروما (تامر مرتضى)، بالإضافة إلى مسلسل نسل الأغراب مع النجمين أحمد السقا وأمير كرارة ومقرر عرضه في رمضان المقبل، كما يشارك في بطولة فيلم قمر 14 مع المخرج هادي الباجوري وبطولة عدد كبير من النجوم، بالإضافة إلى المشاركة في بطولة كيرة والجن مع النجمين كريم عبد العزيز وأحمد عز والمخرج مروان حامد والكاتب أحمد مراد، والفيلم مأخوذ عن رواية 1919 الأكثر مبيعاً، ومن إنتاج شركة سينرجي في واحد من أضخم إنتاجات السينما المصرية، بالإضافة لكونه أهم الأعمال السينمائية المنتظرة على مستوى العالم العربي.

### مشاركته في الثورة المصرية
شارك أحمد في العديد من التظاهرات بميدان التحرير ضمن الثورة المصرية حتى أنه أُصيب في إحدى المرات وشارك في مظاهرات عبد المنعم رياض في 2014 بعد قرار المحكمة ببراءة مبارك وحبيب العادلي وأعتقل إثرها وأفرج عنه بعد أسبوع من حبسه.

## أعماله

### الأفلام
| السنة | اسم الفيلم              | الدور            |
| ----- | ----------------------- | ---------------- |
| 2008  | مفيش فايدة              | طفل              |
| 2012  | جدو حبيبي               | برنس             |
| 2014  | الجزيرة 2               | علي منصور الحفني |
| 2015  | ريجاتا                  | سيكو             |
| 2015  | أهواك                   | أحمد             |
| 2015  | الجيل الرابع 4G         | رامي             |
| 2016  | هيبتا: المحاضرة الأخيرة | كريم             |
| 2016  | اشتباك                  | منص              |
| 2017  | شيخ جاكسون              | خالد هاني        |
| 2018  | ليل/ خارجي              | جيمي             |
| 2018  | عيار ناري               | علاء أبو زيد     |
| 2018  | الكويسين                | بولوناكي         |
| 2019  | الكنز 2: الحب والمصير   | تحتمس الثالث     |
| 2019  | الضيف                   | أسامة            |
| 2020  | رأس السنة               | شريف             |
| 2020  | حارس الذهب              | حنيف             |
| 2022  | ليلة قمر 14             | شريف             |
| 2022  | واحد تاني               | جاسر             |
| 2022  | كيرة والجن              | إبراهيم شوكت     |
| 2022  | السباحتان               | نزار             |
| 2025  | 6 أيام                  | يوسف             |

### المسلسلات
| السنة | اسم المسلسل     | الدور           |
| ----- | --------------- | --------------- |
| 2005  | أحلامنا الحلوة  |                 |
| 2010  | الجماعة         | حسن البنا صغيرًا |
| 2011  | الشوارع الخلفية | سعد داوود       |
| 2012  | مع سبق الإصرار  | أحمد            |
| 2013  | حكاية حياة      | أدهم            |
| 2016  | أفراح القبة     | طارق رمضان شابًا |
| 2017  | لا تطفئ الشمس   | أدم             |
| 2019  | زي الشمس        | سيف أبو المجد   |
| 2020  | نمرة اتنين      | حامد            |
| 2021  | نسل الأغراب     | حـمزة الـغريب   |
| 2021  | بيمبو           | بيمبو           |
| 2022  | تحقيق           | هشام خيري       |
| 2024  | مطعم الحبايب    | صبحي            |
| 2025  | ولاد الشمس      | ولعة            |

## وصلات خارجية
- أحمد مالك على موقع IMDb (الإنجليزية)
- أحمد مالك على موقع الدهليز
- أحمد مالك على موقع قاعدة بيانات الأفلام العربية
- أحمد مالك على موقع ألو سيني (الفرنسية)